# فانوس دریایی کوردوان
فانوس دریایی کوردوان (انگلیسی: Cordouan Lighthouse)
فانوس دریایی کوردوان (تلفظ فرانسوی: [kɔʁdwɑ̃])، ((به فرانسوی: Phare de Cordouan)) یک فانوس دریایی فعال است که ۷ کیلومتر (۴٫۳ مایل) در دریا، نزدیک دهانه خور ژیرنده در فرانسه قرار گرفته‌است. در ارتفاع ۶۷٫۵ متر (۲۲۱ فوت)، دهمین بلندترین «فانوس دریایی سنتی» در جهان است.
تور دو کوردوان، «پدرسالار فانوس دریایی»، قدیمی‌ترین فانوس دریایی در فرانسه است. این بنا توسط معمار برجسته پاریس لوئیس دو فوکس فرانسوی طراحی شده‌است و چیزی شبیه به یک شاهکار رنسانس، ملغمه‌ای از کاخ سلطنتی، کلیسای جامع و قلعه است. در سال ۱۵۸۴ شروع شد و در ۱۶۱۱ به پایان رسید، هنوز هم پابرجا است. سه طبقهٔ دیگر در قرن ۱۸ به آن افزوده شد.
در سال ۱۸۶۲ به عنوان یک اثر تاریخی ثبت شد، و در سال ۲۰۲۱ توسط یونسکو به عنوان میراث جهانی به رسمیت شناخته شد.

## تاریخچه
برج‌های کوچک چراغ‌های دریایی از سال ۸۸۰ در جزیره وجود داشته‌است، اما نخستین ساختار مناسب توسط ادوارد، شاهزاده سیاه اجرا شد، زیرا گین (Guienne) در آن زمان یک استان انگلیسی بود. بنا ۱۶ متر (۵۲ فوت) ارتفاع داشت و سکویی در بالای آن وجود داشت که آتش چوب را بتوان در آن افروخته نگه داشت و تحت سرپرستی یک زاهد مذهبی کشتی‌های عبوری برای گذشتن خود دو گروت هزینه پرداخت می‌کرده‌اند - که نخستین نمونهٔ شناخته شده از عوارض فانوس دریایی است. علاوه بر برج، یک کلیسای کوچک نیز در جزیره ساخته شده‌است. در نیمه دوم قرن ۱۶، برج خراب شده بود و خطر ناوبری تجارت شراب بوردو را تهدید می‌کرد. این امر منجر به ساخت تور دو کوردوان کنونی شد.

## گسترش
نخستین لامپ‌های سهمی در ۱۷۸۲ افزوده شدند، اما این فانوس‌دریایی در آن زمان بسیار ضعیف بود. کوتاهی ارتفاع نور نیز مورد انتقاد ملوانان قرار می‌گرفت. نیاز به بازسازی‌های اساسی کاملاً آشکار بود. آن کارها از ۱۷۸۲ تا ۱۷۸۹ توسط مهندس جوزف تولر انجام شد که پیشنهاد افزودن یک برج ۳۰ متری، به شکلی که طبقهٔ هم‌کف و دو طبقهٔ روی آن را در همان سبک لوئی شانزدهم حفظ می‌شد، را داده‌بود.